# Sư đoàn 7, Quân đội nhân dân Việt Nam
Sư đoàn 7 hay Sư đoàn Chiến thắng là một sư đoàn bộ binh trực thuộc Quân khu 7. Sư đoàn 7 thành lập ngày 13/6/1966 tại Phước Long.

## Lịch sử

### Hình thành
Sư đoàn 7 thành lập trên cơ sở 2 Trung đoàn 141 và 165 của Sư đoàn 312 cũ ở miền Bắc. Các trung đoàn được chính sư đoàn 312 huấn luyện, rồi đi B (vào chiến trường phía nam) và tổng hợp lại thành 1 sư đoàn hoàn chỉnh. Sau đó đội hình có thêm nhiều trung đoàn khác hành quân vào nam, phối thuộc cho sư đoàn: Trung đoàn 16 (Trung đoàn 101 Sư đoàn 325), Trung đoàn 14 (Trung đoàn 18 Sư đoàn 325), Trung đoàn 209 (Sư đoàn 312), Trung đoàn 95C (Sư đoàn 9)... Sư đoàn có mật danh "Công trường 7" và là phiên bản chiến đấu ở xa của F312, nhiều chỉ huy cũng từng là chiến binh F312. Do thời chống Pháp, sư đoàn 312 có mật danh "Bến Tre" nên sư đoàn 7 còn được gọi là "sư đoàn Bến Tre".

### Chiến tranh Việt Nam
Từ năm 1966, Sư đoàn tiến nhận tân binh và tăng cường hoạt động ở miền Đông Nam Bộ, chống lại các cuộc tấn công của Mỹ và VNCH trong chiến tranh cục bộ. Sư đoàn 7 được tăng cường thêm nhiều đơn vị khác như: Công pháo, phòng không, đặc công... Sư đoàn tham chiến trong nhiều trận đánh tại Bình Long, Phước Long, đường 13,... Đứng chân chủ yếu ở chiến trường Bình Dương, có vai trò là bức tường phòng thủ bảo vệ các căn cứ, bộ chỉ huy, hoặc chốt chặn đường rút, khóa các luồng chi viện của quân Mỹ và đồng minh.
Sư đoàn 7 khi đã lớn mạnh, tham gia cuộc tổng tấn công và nổi dậy Tết Mậu Thân 1968. Cuộc tiến công giành được chiến thắng ban đầu, càng về sau càng bất lợi, các đơn vị bị thiệt hại rút hết về chiến khu. Năm 1969, QGPMN mở cuộc tấn công bồi nhưng yếu dần và phải rút lui để củng cố lại. Gần hết thời gian hoạt động trong cuộc chiến, Sư đoàn (F7) hoạt động chủ yếu tại Quân khu 7, nhưng trong khoảng năm 1970 phạm vi hoạt động của Sư đoàn chuyển sang Campuchia để bảo vệ Trung ương Cục miền Nam.
Nửa đầu năm 1970, quân đội Mỹ và QLVNCH tấn công Campuchia. F7 phối hợp với Căn cứu 20 và Du kích Quân Giải phóng miền Nam, đánh trả 21 tiểu đoàn quân Mỹ rất quyết liệt. Ngày 11/5/1970, F7 phối hợp với các sư đoàn khác đẩy lùi Sư đoàn 25 QLVNCH và trung đoàn 7 thiết giáp Mỹ.
Năm 1971, F7 cơ bản đã hồi phục lực lượng, quân đội Mỹ - QLVNCH tiếp tục tấn công vào căn cứ QĐNDVN ở Campuchia. 18/3/1971 Quân ủy lập Đoàn 301 gồm Sư đoàn 5, Sư đoàn 7, Sư đoàn 9 và Trung đoàn 28 pháo binh để diễn tập phòng ngự phản công. Giữa năm, với trụ cột là Trung đoàn 209, F7 tiến công và xóa sổ Trung đoàn 18 Thiết giáp QLVNCH.
Đầu năm 1972, Đoàn 301 cùng F7 hành quân về Nam Bộ, tham gia chiến dịch Nguyễn Huệ có quy mô cấp quân đoàn. F7, F5 và đoàn C30B tấn công kiểm soát Lộc Ninh. Trung đoàn 209 F7 phối thuộc cho Sư đoàn 9, còn trung đoàn 141, trung đoàn 165 tập kích đường 13, chốt chặn và cắt tiếp viện An Lộc. Khi Sư đoàn 9 tấn công An Lộc, đội hình Trung đoàn 209 về lại F7 chốt chặn khu vực Tàu Ô - Chơn Thành suốt 150 ngày đêm. Giữa chiến dịch, Trung đoàn 165 rời đội hình, Bộ TL Miền điều trung đoàn 205 dự bị bổ sung cho F7.
Sau chiến dịch, Sư đoàn được giao nhiệm vụ tiến hành vây lỏng An Lộc, bản thân đã có chỗ đứng vững chắc trên chiến trường cũ. Trong những năm 1973, 1974, F7 tiếp tục chốt giữ đất và đánh trả khi QLVNCH lấn chiếm vùng kiểm soát. Cuối năm 1974, Quân đoàn 4 thành lập với các Sư đoàn 5, 7, 9; trung đoàn 205 rời khỏi đội hình F7 tiến đến thành lập sư đoàn Phước Long, trung đoàn 165 đổi tên thành trung đoàn 16 và quay về F7. Đầu năm 1975, F7 được phối thuộc Trung đoàn 3 (Sư đoàn 9) tham chiến chiến dịch đường 14 - Phước Long và thắng lớn.
Trong chiến dịch mùa xuân 1975, Sư đoàn 5 và Sư đoàn 9 được chuyển qua miền Tây, F7 còn lại ở mặt trận phía đông được phối thuộc Sư đoàn 6 (QK7) và Sư đoàn 341 (QK4) để giải quyết Xuân Lộc. Sư đoàn 7 đánh ngã ba Dầu Giây rồi tiến theo hướng đông của quân đoàn.
Trong chiến dịch Hồ Chí Minh, F7 do Lê Nam Phong làm Sư đoàn trưởng, ưu tiên nhiệm vụ cắm cờ trên Dinh Độc Lập. Ngày 30/4/1975, F7 được Quân đoàn 2 bàn giao tiếp quản Dinh Độc Lập.

### Chiến tranh biên giới Tây Nam
Năm 1979, Sư đoàn 7 được điều động sang Campuchia tiêu diệt quân đội Khơme đỏ. Sau 10 năm đóng quân, năm 1989, Sư đoàn 7 rút về Việt Nam, đóng quân trên địa bàn Quân khu 7.

### Sau chiến tranh
Sau chiến tranh, sư đoàn 7 tiếp tục nằm trong đội hình Quân đoàn 4 đến tháng 12 năm 2024. Từ tháng 12 năm 2024, Sư đoàn 7 chuyển về Quân khu 7.

## Biên chế sư đoàn
- Trung đoàn 141 bộ binh
- Trung đoàn 165 bộ binh
- trung đoàn 209 bộ binh
- 3 cơ quan Sư đoàn
- Tham mưu
- Chính trị
- Hậu cần - Kỹ thuật

## Lãnh đạo hiện nay
Sư đoàn trưởng: Đại tá Vũ Văn Đoàn
Chính ủy: Đại tá Nguyễn Doãn Nam
Phó Sư đoàn trưởng - Tham mưu trưởng: Đại tá Trịnh Lưu Bình
Phó Sư đoàn trưởng: Đại tá Nguyễn Danh Tâng
Chủ nhiệm Chính trị: Đại tá Đặng Vũ Khánh
Chủ nhiệm Hậu cần - Kỹ thuật: Thượng tá Nguyễn Đình Kiên